# Argument o końcu świata
Argument o końcu świata (także: hipoteza zagłady, ang. doomsday argument) – probabilistyczny argument przewidujący całkowitą liczbę ludzi w historii świata po raz pierwszy przedstawiony przez fizyka Brandona Cartera w 1983 roku.
Niech {\displaystyle N} oznacza całkowitą liczbę ludzi, którzy kiedykolwiek urodzili się lub urodzą się w przyszłości. Każdemu człowiekowi można przyporządkować numer zgodny z kolejnością narodzin. Załóżmy, że prawdopodobieństwo urodzenia się jako człowiek o dowolnym ustalonym numerze {\displaystyle n} {\displaystyle (n\in [1,N])} jest niezależne od {\displaystyle n} i równe {\displaystyle 1/N.} Funkcja gęstości prawdopodobieństwa tak określonej zmiennej losowej to {\displaystyle f=1/N} z dystrybuantą {\displaystyle F=n/N.}
To oznacza, że w każdym przypadku prawdopodobieństwo narodzin z numerem zawierającym się w przedziale {\displaystyle [a,b]} jest równe {\displaystyle F(a,b)=F(b)-F(a)=(b-a)/N.} Na przykład z 95% pewnością można uznać, że numery współcześnie żyjących ludzi mieszczą się w przedziale {\displaystyle [0{,}05N,N].} Inaczej, istnieje 95% pewności, że współcześnie żyjący człowiek znajduje się w grupie 95% ostatnich ludzi.
Można wyprowadzić to oszacowanie w formie ogólniejszej. Niech {\displaystyle n} {\displaystyle (n\in [1,N])} oznacza numer współcześnie żyjącego człowieka. Oszacowanie wartości {\displaystyle N} na poziomie ufności {\displaystyle k} wyraża się nierównością:
{\displaystyle F(n,N)\leqslant k.}
Wtedy:
{\displaystyle 1-n/N\leqslant k,}
{\displaystyle N\leqslant n/(1-k).}
Z tego wynika, że jeśli n = 50 mld, to z prawdopodobieństwem 95% całkowita liczba ludzi, którzy kiedykolwiek będą żyli, nie przekroczy biliona.
Co więcej, jeśli wielkość populacji ustabilizuje się na poziomie 10 mld ze średnim wiekiem reprodukcji na poziomie 30 lat, to z prawdopodobieństwem 95% ludzkość przestanie istnieć przed rokiem 4900.